# Cinosargo
Cinosargo ou Cinosarges (em grego:  Κυνόσαργες) era um Ginásio público localizado fora dos muros da Atenas da Grécia Antiga na margem sul do rio Ilissos. Sua localização exata é desconhecida, mas é geralmente localizado nos subúrbios do sul de Atenas. A palavra Cynosarges significa ou pode significar ainda "alimento de cão", "cão branco", ou "cão rápido".
O Cinosargo era um ginásio e templo construído para os nothoi atenienses. "Nothoi" é um termo que designa aquele que não possui a cidadania ateniense por ter nascido de uma escrava, estrangeira, prostituta, de pais cidadãos mas não legalmente casados, ou ainda, bastardos de mulheres hilotas. 